# Hula Bowl
Le Hula Bowl est un match d'exhibition de football américain universitaire, joué chaque année après la saison (généralement au mois de janvier) dans l'État de Hawaï aux États-Unis.
Ce match présente les meilleures joueurs universitaires de la saison écoulée lesquels sont actuellement répartis entre les équipes de l'Est (East ou Aina) et de l'Ouest (West ou Kai) du pays. La répartition des joueurs a varié au fil des ans : Sud contre Nord, Est contre Ouest voire une sélection des meilleurs joueurs d'Hawaï contre ceux de NCAA (en 1994).
Le match s'est toujours déroulé à Hawaï et actuellement dans l'Aloha Stadium d'Honolulu (1960–1997, 2006–2008, 2020–présent). Par le passé, outre l'Aloha Stadium, le match s'est joué au Honolulu Stadium (en) (1960–1974) d'Honolulu et au War Memorial Stadium (en) (1998–2005) d'Wailuku sur l'île de Maui (1998–2005) .
Sa première édition eut lieu en 1947 et a perduré jusqu'en 2008. Après un arrêt de plusieurs années, il est à nouveau organisé après la saison 2019.

## Histoire
Fin 1946, Paul Stupin et Mackay Yanagisawa (en) décident d'organiser le 1er Hula Bowl et le dénomment le Hula Bowl All-Star Football Classic.
La première édition se joue le 5 janvier 1947. Les équipes sont composées d'une part de joueurs universitaires provenant du continent (les "Southern California Rose Bowl Stars"  soit des joueurs d'universités de Californie du Sud ayant participé au Rose Bowl) emmenés par le quarterback d'UCLA, Ernie Case (en) et d'autre part de diplômés issus de la Leilehua High School (en) (les "Leialums"), école supérieure située dans le quartier de Wahiawa à Honolulu. Ces derniers remportent le match 34 à 7.
Ces équipes ont ensuite chaque année joué deux matchs disputés au cours du mois de janvier. Ce format a été modifié en 1951 pour permettre aux joueurs de la National Football League (NFL) de rejoindre l'équipe des joueurs locaux afin de tenter de rendre les matchs plus compétitifs.
À partir de 1960, les matchs ne mettent plus en présence que des joueurs universitaires. Les résultats du match sont dès lors répertoriés par la NCAA.
Dans son format ultérieur, le Hula Bowl oppose des équipes de joueurs all-star ayant fréquentés les universités d'une part de l'est des États-Unis et d'autre part de l'ouest des États-Unis. Ces équipes sont également et respectivement dénommées «Aina» et «Kai», mots hawaïens désignant la terre et l'eau.
Le match est à l'origine joué dans l'Honolulu Stadium d'Honolulu jusqu'en 1974. Il est ensuite déplacé vers un stade proche, l'Aloha Stadium situé dans le quartier d'Halawa. En 1997, la maire du comté de Maui de l'époque, Linda Lingle, obtient l'autorisation d'investir 1,2 million de dollars pour l'amélioration du War Memorial Stadium situé dans la ville de Kahului sur l'île de Maui. Après les travaux, le stade accueille le match de 1998 à 2005. Cependant, en raison de la faible fréquentation et de la baisse des revenus, le Hula Bowl revient à Oahu pour le match de 2006 et il est ensuite rejoué dans l'Aloha Stadium jusqu'en 2008.
Le Hula Bowl a principalement été joué en janvier, après la fin de la saison de football universitaire. Cela a permis aux joueurs universitaires ayant participé aux bowls avec leurs équipes NCAA de pouvoir être sélectionné pour le Hula Bowl. Le match a néanmoins eu lieu une fois en décembre (1999) et deux fois en février (2002 et 2003).
Pendant de nombreuses années, le Hula Bowl s'est distingué d'un événement similaire, le Senior Bowl, en jouant selon les règles en vigueur au sein de la NCAA plutôt que les règles professionnelles en usage en NFL. Il est également purement amateur, ce qui à un moment donné était très important pour les joueurs désireux de rester admissible pour continuer à joueur en NCAA ou dans d'autres ligues similaires.

### Changement de direction

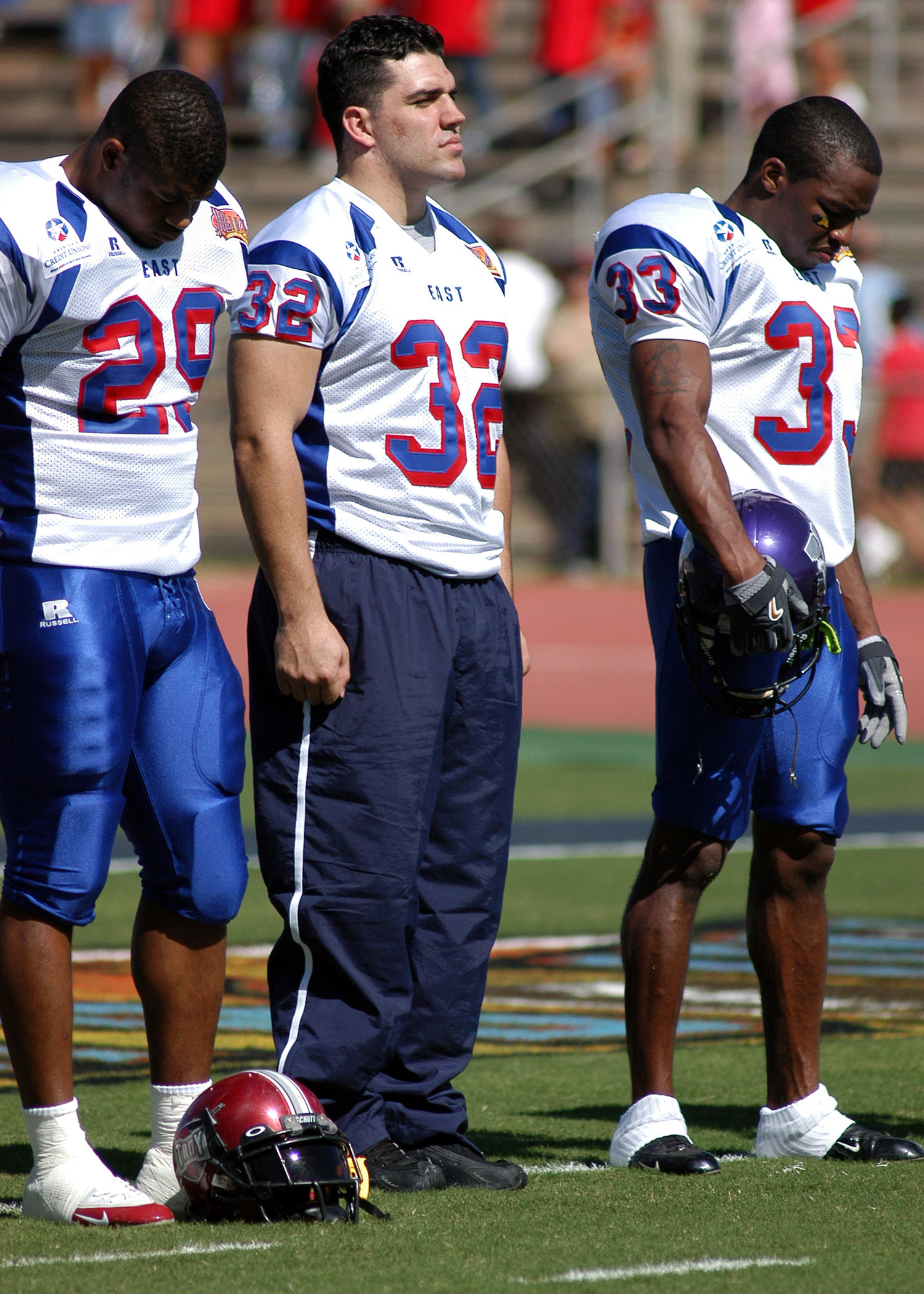
Kyle Eckel des Midshipen de la Navy lors du match de 2005.

Le 1er juillet 2006, l'American Football Coaches Association (AFCA) met fin à sa collaboration de dix ans avec le Hula Bowl en raison de "divergences philosophiques" par rapport à l'avenir du match y compris les changements proposés pour le match de 2007.
Les organisateurs désiraient entre autres choses :
- la réintroduction du format "Hawaï'' contre  "continent" utilisé lors des matchs de 1947 à 1959. L'entraîneur principal de l'Université d'Hawaï, June Jones, a exprimé sa volonté d'entraîner une équipe potentielle des îles Hawaïennes (composée d'un mélange de joueurs hawaïens et polynésiens). Les organisateurs du match espéraient ainsi attirer plus de spectateurs.
- permettre à des joueurs juniors de participer au match ainsi que de faire venir des joueurs de football universitaire du Japon (ce qui avait été récemment le cas)[9].
- créer un trophée dénommé "Hula Bowl Player of the Week", lequel serait attribué chaque semaine à un joueur universitaire pendant la saison régulière. Ces joueurs auraient été invités à jouer le Hula Bowl et auraient pu faire un don de 1 000 $ à un organisme de bienfaisance de leur état[9].

### Suspension de l'organisation
Après le match de janvier 2008, le Hula Bowl n'est plus organisé. Les organisateurs ont cependant entre-temps recherché «des opportunités pour réintroduire et réinventer le bowl historique». En novembre 2016, ils annoncent leur intention de redémarrer le match en Caroline du Nord en janvier 2018,. Cependant, en mars 2017, des informations supplémentaires indiquent qu'une reprise du match était improbable, le gouverneur de Caroline du Nord Pat McCrory, homme clé de cette proposition, ayant quitté ses fonctions au début de cette année.

### Renouveau
Le 29 octobre 2019, il est annoncé que le Hula Bowl va être rejoué,  l'édition 2020 étant prévue dans l'Aloha Stadium le 26 janvier 2020. Il mettra en présence des joueurs universitaires NCAA toutes divisions confondues ainsi que des joueurs internationaux.

## Palmarès
| Date            | Vainqueur      | Vainqueur      | Perdant        | Perdant        | Assistance |
| --------------- | -------------- | -------------- | -------------- | -------------- | ---------- |
| 10 janvier 1960 | Est            | 34             | Ouest          | 8              | 23 000     |
| 8 janvier 1961  | Est            | 14             | Ouest          | 7              | 17 017     |
| 7 janvier 1962  | Est 7, Ouest 7 | Est 7, Ouest 7 | Est 7, Ouest 7 | Est 7, Ouest 7 | 20 598     |
| 6 janvier 1963  | Nord           | 20             | Sud            | 13             | 20 000     |
| 4 janvier 1964  | Nord           | 20             | Sud            | 13             | 18 177     |
| 9 janvier 1965  | Sud            | 16             | Nord           | 14             | 22 100     |
| 8 janvier 1966  | Nord           | 27             | Sud            | 26             | 25 000     |
| 7 janvier 1967  | Nord           | 28             | Sud            | 27             | 23 500     |
| 6 janvier 1968  | Nord           | 50             | Sud            | 6              | 21 000     |
| 4 janvier 1969  | Nord           | 13             | Sud            | 7              | 23 000     |
| 10 janvier 1970 | Sud            | 35             | Nord           | 13             | 25 000     |
| 9 janvier 1971  | Nord           | 42             | Sud            | 32             | 23 500     |
| 8 janvier 1972  | Nord           | 24             | Sud            | 7              | 23 000     |
| 6 janvier 1973  | Sud            | 17             | Nord           | 3              | 23 000     |
| 5 janvier 1974  | Est            | 24             | Ouest          | 14             | 23 000     |
| 4 janvier 1975  | Est            | 34             | Ouest          | 25             | 22 000     |
| 10 janvier 1976 | Est            | 16             | Ouest          | 0              | 45 458     |
| 8 janvier 1977  | Ouest          | 20             | Est            | 17             | 45 579     |
| 7 janvier 1978  | Ouest          | 42             | Est            | 22             | 48 197     |
| 6 janvier 1979  | Est            | 29             | Ouest          | 24             | 49 132     |
| 5 janvier 1980  | Est            | 17             | Ouest          | 10             | 47 096     |
| 10 janvier 1981 | Ouest          | 24             | Est            | 17             | 39 010     |
| 9 janvier 1982  | Ouest          | 26             | Est            | 23             | 43 002     |
| 15 janvier 1983 | Est            | 30             | Ouest          | 14             | 39 456     |
| 7 janvier 1984  | Ouest          | 21             | Est            | 16             | 34 216     |

| Date             | Vainqueur       | Vainqueur       | Perdant         | Perdant         | Assistance |
| ---------------- | --------------- | --------------- | --------------- | --------------- | ---------- |
| 5 janvier 1985   | Est             | 34              | Ouest           | 14              | 30 767     |
| 11 janvier 1986  | Ouest           | 23              | Est             | 10              | 29 564     |
| 10 janvier 1987  | Ouest           | 16              | Est             | 14              | 17 775     |
| 16 janvier 1988  | Ouest           | 20              | Est             | 18              | 26 737     |
| 7 janvier 1989   | Est             | 21              | Ouest           | 10              | 25 000     |
| 13 janvier 1990  | Ouest           | 21              | Est             | 13              | 28 742     |
| 19 janvier 1991  | Est             | 23              | Ouest           | 10              | 21 926     |
| 11 janvier 1992  | Ouest           | 27              | Est             | 20              | 23 112     |
| 16 janvier 1993  | Ouest           | 13              | Est             | 10              | 25 479     |
| 22 janvier 1994  | NCAA Stars      | 28              | Hawaii Stars    | 15              | 33 947     |
| 22 janvier 1995  | Est             | 20              | Ouest           | 9               | 19 074     |
| 21 janvier 1996  | Est             | 17              | Ouest           | 10              | 25 112     |
| 19 janvier 1997  | Sud             | 26              | Nord            | 13              | 24 725     |
| 18 janvier 1998  | Sud             | 20              | Nord            | 19              | 20 079     |
| 24 janvier 1999  | Sud             | 34              | Nord            | 14              | 23 719     |
| 22 décembre 1999 | Nord 28, Sud 28 | Nord 28, Sud 28 | Nord 28, Sud 28 | Nord 28, Sud 28 | 23 719     |
| 20 janvier 2001  | Nord            | 31              | Sud             | 23              | 23 719     |
| 2 février 2002   | Sud             | 45              | Nord            | 28              | 24 000     |
| 1er février 2003 | Sud (Aina)      | 27              | Nord (Kai)      | 24              | [ 14 ]     |
| 17 janvier 2004  | Sud (Aina)      | 26              | Nord (Kai)      | 7               | [ 15 ]     |
| 22 janvier 2005  | Est             | 20              | Ouest           | 13              | [ 16 ]     |
| 21 janvier 2006  | Est             | 10              | Ouest           | 7               | [ 17 ]     |
| 14 janvier 2007  | Est (Aina)      | 18              | Ouest(Kai)      | 10              | 8000       |
| 12 janvier 2008  | Est (Aina)      | 38              | Ouest (Kai)     | 7               | ,          |
| 26 janvier 2020  | Ouest(Kai)      | 23              | Est (Aina)      | 7               |            |

## Meilleurs joueurs du Bowl
| Année | Joueur                                    | Équipe universitaire      |
| ----- | ----------------------------------------- | ------------------------- |
| 1947  | John Johnson                              | UCLA                      |
| 1948  | Dick Hagen                                | Washington                |
| 1949  | Jerry Williams (en)                       | Washington State          |
| 1950  | Dick Kempthorn (en)                       | Michigan                  |
| 1951  | Sonny Grandelius (en)                     | Michigan State            |
| 1952  | Vic Janowicz (en) Don Coleman (en)        | Ohio State Michigan State |
| 1953  | Tom Stolhandske (en)                      | Texas                     |
| 1954  | Bobby Garrett                             | Stanford                  |
| 1955  | Carroll Hardy (en)                        | Colorado                  |
| 1956  | Bob Davenport (en)                        | UCLA                      |
| 1957  | Paul Hornung                              | Notre Dame                |
| 1958  | John David Crow (en) Lou Michaels (en)    | Texas A&M Kentucky        |
| 1959  | Bob Ptacek (en) Sam Williams (en)         | Michigan Michigan State   |
| 1960  | Richie Lucas (en) Larry Grantham          | Penn State Ole Miss       |
| 1961  | Fran Tarkenton Mike Ditka                 | Georgia Pittsburgh        |
| 1962  | Lance Alworth Merlin Olsen                | Arkansas Utah State       |
| 1963  | Kermit Alexander Dave Watson (en)         | UCLA Georgia Tech         |
| 1964  | Peter Liske (en) Dave Wilcox (en)         | Penn State Oregon         |
| 1965  | Larry Elkins (en) Jeff Jordan (en)        | Baylor Tulsa              |
| 1966  | Steve Juday (en) Carl McAdams             | Michigan State Oklahoma   |
| 1967  | Charlie Brown (en) Dave Williams (en)     | Missouri Washington       |
| 1968  | Larry Csonka Harry Gunner                 | Syracuse Oregon State     |
| 1969  | Bill Enyart (en) Tim Buchanan (en)        | Oregon State Hawaii       |
| 1970  | Bobby Anderson (en) Floyd Reese (en)      | Colorado UCLA             |
| 1971  | Jim Plunkett Jack Ham                     | Stanford Penn State       |
| 1972  | Jerry Tagge (en) Walt Patulski            | Nebraska Notre Dame       |
| 1973  | Greg Pruitt (en) Jim Merlo (en)           | Oklahoma Stanford         |
| 1974  | Norris Weese (en) Lucious Selmon (en)     | Ole Miss Oklahoma         |
| 1975  | Condredge Holloway (en) Rubin Carter (en) | Tennessee Miami (FL)      |
| 1976  | Cornelius Greene (en) Lee Roy Selmon      | Ohio State Oklahoma       |
| 1977  | Tony Dorsett Ron Crosby (en)              | Pittsburgh Penn State     |
| 1978  | Dave Turner Ricky Odom                    | San Diego State USC       |
| 1979  | Rick Leach (en) Ted Brown                 | Michigan NC State         |
| 1980  | Billy Sims Steve McMichael                | Oklahoma Texas            |

| Année | Joueur                                            | Équipe universitaire               |
| ----- | ------------------------------------------------- | ---------------------------------- |
| 1981  | Samoa Samoa Kenny Easley Blane Gaison (en)        | Washington State UCLA Hawaii       |
| 1982  | Walter Abercrombie (en) Leo Wisniewski (en)       | Baylor Penn State                  |
| 1983  | Dan Marino Paul Soares                            | Pittsburgh Navy                    |
| 1984  | Jim Sandusky (en) Freddie Gilbert (en)            | San Diego State Georgia            |
| 1985  | Al Toon (en) Freddie Joe Nunn (en)                | Wisconsin Ole Miss                 |
| 1986  | Doug Gaynor Rogers Alexander (en)                 | Long Beach State Penn State        |
| 1987  | Chris Miller (en) Louis Brock                     | Oregon USC                         |
| 1988  | Aaron Cox (en) Dennis Price                       | Arizona State UCLA                 |
| 1989  | Anthony Dilweg (en) Deion Sanders                 | Duke Florida State                 |
| 1990  | Cary Conklin (en) James Francis (en)              | Washington Baylor                  |
| 1991  | John Langeloh Derrick Brownlow                    | Michigan State Illinois            |
| 1992  | Derrick Moore (en) Steve Israel (en)              | Northeastern State Pittsburgh      |
| 1993  | Lamar Thomas (en) Ron Carpenter (en)              | Miami (FL) Miami (OH)              |
| 1994  | Andre Coleman (en) Chris Maumalanga (en)          | Kansas State Kansas                |
| 1995  | Kordell Stewart Robert Balwin                     | Colorado Duke                      |
| 1996  | Winslow Oliver (en) Regan Upshaw (en)             | New Mexico California              |
| 1997  | Archie Amerson (en) Andy Russ                     | Northern Arizona Mississippi State |
| 1998  | Chris Howard (en) Eric Ogbogu (en)                | Michigan Maryland                  |
| 1999  | Kevin Daft (en) Ricky Williams Brad Scioli (en)   | UC Davis Texas Penn State          |
| 2000  | Bashir Yamini Todd Husak (en) Brian Young (en)    | Iowa Stanford UTEP                 |
| 2001  | Jonathan Beasley (en) Reggie Germany (en)         | Kansas State Ohio State            |
| 2002  | Nick Rolovich (en) Chester Taylor                 | Hawaii Toledo                      |
| 2003  | David Kircus (en) Kassim Osgood (en)              | Grand Valley State San Diego State |
| 2004  | Wes Welker Fred Russell (en) Colby Bockwoldt (en) | Texas Tech Iowa Brigham Young      |
| 2005  | Ronald Stanley (en) Derrick Wimbush (en)          | Michigan State Fort Valley State   |
| 2006  | Brent Hawkins (en) Brad Smith (en)                | Illinois State Missouri            |
| 2007  | Will Proctor (en) Chad Nkang (en)                 | Clemson Elon                       |
| 2008  | Bernard Morris (en) Angelo Craig (en)             | Marshall Cincinnati                |
| 2020  | Reggie Walker Niko Lalos                          | Kansas State Dartmouth             |

## Hula Bowl Hall of Fame
En 2019, Rich Miano (en), directeur exécutif du bowl, annonce la création d'un Hall of Fame pour le Hula Bowl avec un scrutin en ligne dont les résultats sont annoncés en janvier 2020.
Les joueurs suivants ont obtenu le plus grand nombre de votes et deviennent les premiers récipiendaires du Hula Bowl :
- Eric Dickerson
- Anthony Miller (en)
- Junior Ah You
- Mike White (en)